# 美子のラジっ子クラブ
『美子のラジっ子クラブ』（みこのラジっこクラブ）は、熊本放送（RKK）で、2005年4月から2008年3月まで毎週日曜日に放送されていたラジオ番組。

## 概要
- 番組パーソナリティが番組宛てに応募があった熊本県内の小学校・中学校に取材に伺い、毎日の学校生活の中で日頃思っていること、先生や友達、家族、社会全体に言いたいこと等、子供たちの声を届ける。

## 放送時間の変遷
- 2005年4月 - 2006年3月 11:00 - 11:30
- 2006年4月 - 2008年3月 10:00 - 10:30
  - 特別編成の時は枠移動で放送されたこともあった。

## パーソナリティ
- 野溝美子（RKKアナウンサー）